# 下台增一
大熊座61，又名BD+35 2270，HD 101501、SAO 62655、HR 4496，是大熊座的一颗恒星，视星等为5.33，位于銀經183.53，銀緯73.32，其B1900.0坐标为赤經11h 35m 47.1s，赤緯+34° 73.32′ 0″。